# وسوسه (فیلم ۱۹۷۶)
وسوسه (به انگلیسی: Obsession) تریلر روانشناسانه معمایی به کارگردانی برایان دی پالما است که در سال ۱۹۷۶ ساخته شد. در این فیلم کلیف رابرتسون، جنویو بوژو، جان لیسگو و استوکر فونتیله به ایفای نقش پرداخته‌اند. فیلمنامه توسط پاول شریدر و بر اساس داستانی از او و دی پالما نوشته شده‌است. داستان فیلم دربارهٔ تاجر اهل نیواورلئان است که پس از کشته شدن همسر و دخترش در حین عملیات نجات از دست گروگانگیرها دچار احساس گناه شده‌است. سال‌ها بعد از این تراژدی او با دختری آشنا می‌شود که چهره‌ای کاملاً شبیه همسرش دارد.
دی پالما و شریدر فیلم سرگیجه‌ی آلفرد هیچکاک را به عنوان منبع الهام اصلی روایت و وجوه تماتیک فیلم عنوان کرده‌اند. فیلمنامه شریدر پیش از فیلمبرداری به‌طور گسترده توسط دی پالما ویرایش، بازنویسی و کوتاه شد تا جایی که باعث اعتراض شریدر پس از ساخت فیلم گردید. حق پخش فیلم توسط کلمبیا پیکچرز خریداری شد و از دی پالما خواسته شد که تغییرات کوچکی در فیلم بدهد تا اختلافات احتمالی منتفی شود. فیلم در تابستان ۱۹۷۶ به نمایش درآمد و تبدیل به نخستین موفقیت دی پالما در گیشه شد.

## ساخت فیلم
دی پالما و شریدر داستانی با الهام از سرگیجه آلفرد هیچکاک که مورد تحسین هر دو بود نوشتند. عنوان اصلی فیلمنامه که شردر نوشته بود «دجاوو» بود و بسیار طولانی‌تر از داستان کنونی فیلم بود و ده سال بعد از جایی که فیلم تمام می‌شود هم ادامه داشت. دی پالما فیلمنامه شریدر را به دلیل طولانی بودن غیرقابل ساخت می‌دانست و به همین دلیل بعد از اینکه شریدر از نوشتن دوباره فیلمنامه سر باز زد، خودش دست به کوتاه کردن و فشرده کردن فیلمنامه زد. بر اساس صحبت‌های دی پالما در پایان‌بندی شریدر یک عمل وسواس‌گونه دیگر هم اتفاق می‌افتاد اما به دلیل اینکه دی پالما احساس می‌کرد که داستان قابلیت تعلیق بیشتر از این نداشته، آن را کوتاه کرد. آهنگساز فیلم، برنارد هرمن، با کوتاه کردن فیلمنامه موافق بود و بعد از خواندن نسخه شریدر به دی پالما گفته "از شرش راحت شو، اینطوری هیچ وقت جواب نمی‌دهد." شریدر طی سال‌ها از بازنویسی دی پالما رنجیده باقی ماند و اینطور گفت که بعد از بازنویسی کاملاً اشتیاقش را برای پروژه از دست داده. دی پالما می‌گوید، "این کار شریدر را واقعاً ناراحت کرد، او فکر می‌کرد که من شاهکارش را ناقص کردم. بعد از آن شریدر هیچ وقت مثل قبل نشد."
بعد از تکمیل فیلم مدیران کلمبیا ناخشنودی خود را از تم زنای با محارم ابراز داشتند، خصوصاً که با این بار سنگین رمانتیک این رابطه نشان داده می‌شد. در نتیجه، تغیرات کوچکی در رابطه رابرتسون و بوجورد اعمال شد که از "دیزالو" و "جلوه‌های مواج" در حین ازدواج و بعد از آن استفاده شد تا اینطور القا شود که ازدواج آنها فقط در خواب اتفاق افتاده. پل شریدر تدوین‌گر فیلم با محو کردن این صحنه‌ها به این شکل موافق بود و اینطور استدلال کرد که "من فکر می‌کردم که آوردن زنای با محارم در یک فیلم به شدت رمانتیک اشتباه است، به همین دلیل به برایان پیشنهاد دادم که "اگر ازدواج اصلاً اتفاق نیفتاده باشد چطور؟ اگر همه این‌ها رؤیایی باشد که مایکل دیده چه می‌شود؟ ما این برداشت از کلیف رابرسون خوابیده‌است را داریم. می‌توانیم از آن استفاده کنیم و بعد در صحنه ازدواج آن را بیاوریم. "این همان کاری بود که کردیم. ازدواج به جای اینکه واقعاً اتفاق افتاده باشد تبدیل به تصویری از خواسته‌ها شد
."

## بازیگران
- کلیف رابرتسون: مایکل کورتلند
- جنویو بوژو: الیزابت پورتلند/سند پورتیناری
- جان لیسگو: رابرت لازالی
- استوکر فونتیله: دکتر المن

## بازخوردها
بازخورد منتقدان با فیلم متفاوت بود. راجر ایبرت نوشت "... وسواس ملودرامی عصبی است و این همان چیزی است که بیشتر از همه دربارهٔ فیلم دوست دارم… من فقط فیلم‌هایی مانند این را دوست ندارم، من از این فیلم‌ها لذت می‌برم. بعضی وقت‌ها عصبی بودن بیش از اندازه می‌تواند فوق‌العاده باشد. اگر وسواس حتی کمی لحن آرام‌تری داشت یا حتی کمی دغدغه دربارهٔ مسائل عقلانی مانند دنبال کردن یک پرونده قضایی را داشت آنوقت اصلاً فیلم جالبی نمی‌شد ." ورایتی فیلم را "رمانتیکی فوق‌العاده و درامی تعلیقی بدون خشونت توصیف کرد." تایم فیلم را اینطور توصیف کرد که "... سرگرمی بدیع… فیلم همچنین درون تسکین عمیق واقعیت‌های انسانی می‌خزد: شوک ناشی از از دست دادن، ترس از دوباره رسیدن، احساس گناه و غم که قهرمان فیلم را دیدن نشانه‌های مشکوک بازمی‌داشته. فیلم به نوعی به ببینده این پیشنهاد را می‌دهد که همین کار را انجام دهد-با عقب رفتن به دوران بیشتر رمانتیک سینما و لذت ساده و تکان‌دهنده که توسط بیننده‌ها با داستان‌های ضد رمانتیک کنونی نفی شده‌اند" بقیه منتقدان مکرراً از فیلم‌برداری ویلموس ژیگموند تعریف کردند و موسیقی زیبا و عاشقانه هرمان را ستودند. موسیقی فیلم یکی از تحسین شده‌ترین کارهای هرمان بود که بعد از مرگش برنده جایزه اسکار شد (هرمان در دسامبر ۱۹۷۵ چند ساعت بعد از نوشتن موسیقی متن فیلم راننده تاکسی درگذشت). هیئت ملی بازبینی فیلم وسواس را را یکی از ده فیلم برتر سال ۱۹۷۶ انتخاب کرد.
با این وجود برخی از منتقدان فیلم را به دلیل اینکه صرفاً ادای احترامی به سرگیجه است، بدون اینکه جذابیت خاص دیگری داشته باشد مورد نقد قرار دادند. پالین کیل یکی از منتقدان علاقه‌مند به دی پالما با نقد منفی دربارهٔ فیلم نوشت … فیلم چیزی غیر از تمرین سبک نبوده و دوربین هم بی‌دلیل در حال چرخیدن است. وینست کانبی می‌گوید اگر بخواهیم روراست باشیم، وسواس یک سرگیجه نیست.
چندین دهه بعدتر، نقدهای فیلم به‌طور قابل ملاحظه‌ای بهبود پیدا کرد، وبسایت راتن تومیتوز بر اساس نقدهای فیلم به آن نمره ۸۱٪ داده که نشان از نقد مثبت دارد.